# Jacob Draper
Jacob Draper né le 24 juillet 1998 à Cwmbran, est un joueur de hockey sur gazon gallois et britannique. Il évolue au poste de défenseur au Beerschot et avec les équipes nationales galloise et britannique.

## Carrière

### Championnat d'Europe
- Top 8 : 2019, 2021

### Jeux olympiques
- Top 8 : 2020